# Celtic Park
Il Celtic Park è uno stadio situato nell'area Parkhead di Glasgow, in Scozia. Di proprietà della società calcistica del Celtic, ospita le gare casalinghe della formazione bianco-verde. Con una capienza di 61.000 spettatori, è il terzo impianto calcistico del Regno Unito (dopo Wembley e l'Old Trafford) e il secondo impianto sportivo in Scozia (dopo Murrayfield). Soprannominato The Paradise (il paradiso) dai tifosi del Celtic, è conosciuto anche come Parkhead dalla zona in cui è situato.

## Storia

### Ristrutturazioni
Il club del Celtic si spostò nell'attuale luogo dov'è situato il Celtic Park nel 1892, dato che per quattro anni (sin dalla fondazione) un altro omonimo e modesto impianto era utilizzato, ma era ubicato altrove. La gradinata principale fu progettata dall'architetto Archibald Leitch, ben conosciuto nel Regno Unito per aver disegnato numerosi stadi tra i quali quelli di Rangers, Hearts, Sunderland ed Everton.
Tuttavia l'impianto ha visto numerose ristrutturazioni dalla costruzione originaria: nel 1988, anno del centenario del Celtic, fu aggiunta la parte esterna adiacente alla gradinata centrale in mattonato rosso, oggi una delle parti dell'impianto più conosciute; a metà anni 1990, però, è stata intrapresa la ristrutturazione più incisiva, che ha visto l'ampliamento dei posti a sedere e l'ammodernamento dell'intero stadio. Questi lavori, fortemente voluti dal nuovo proprietario Fergus McCann, furono attuati per rendere il Celtic Park adeguato alla normativa Taylor (Taylor report), adottata nel Regno Unito dopo il disastro di Hillsborough, ma anche per rendere lo stadio all'altezza dei maggiori in Europa.
Nel 2004, il club ha annunciato di aver intrapreso miglioramenti che continueranno nel tempo e fanno parte di un programma chiamato "Club's Five Year Stadium Refurbishment Plan", che permetterà a tempo debito allo stadio di ottenere il riconoscimento a cinque stelle della UEFA, ovvero il massimo per un impianto calcistico che potrà anche ospitare finali di UEFA Champions League.

### Eventi

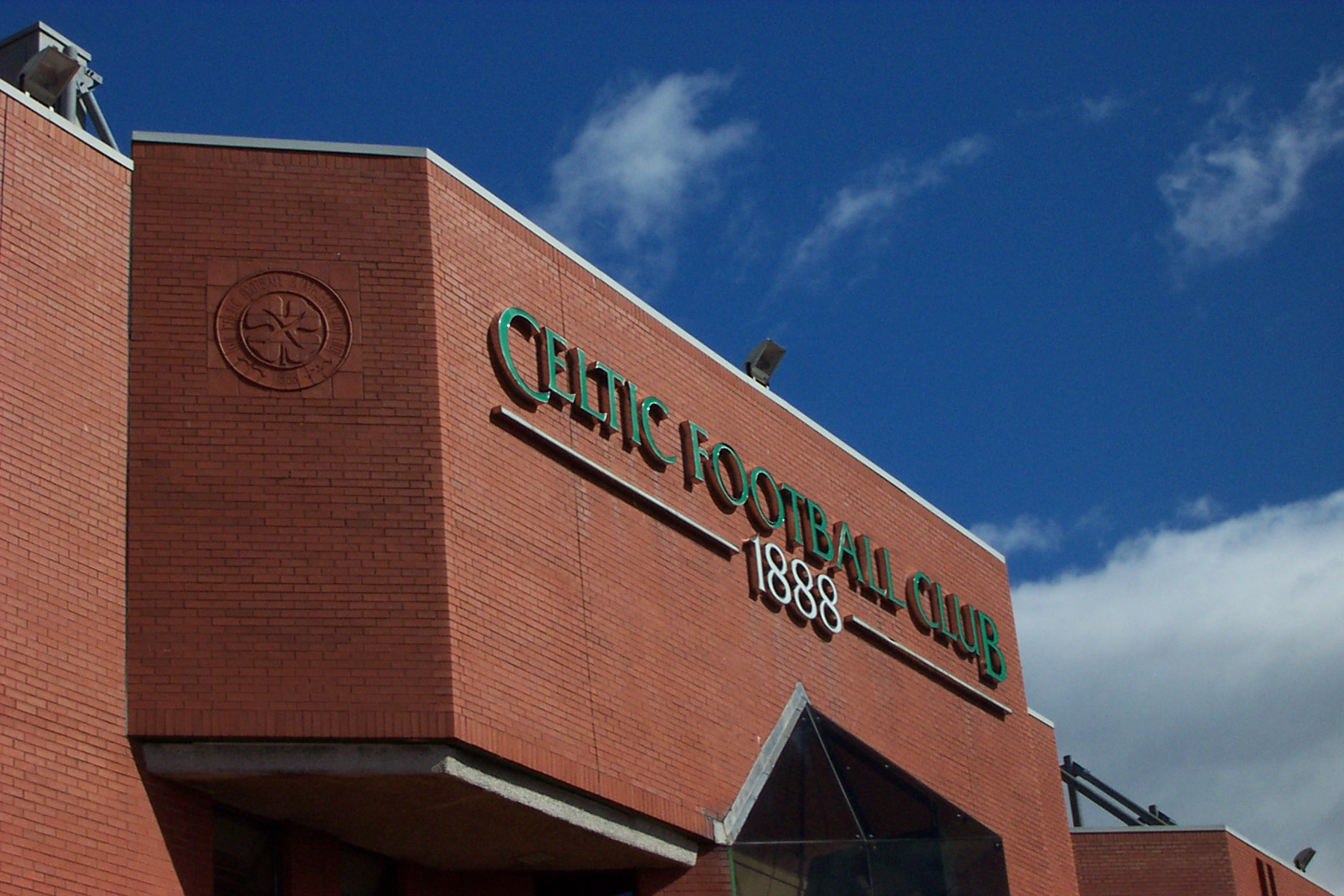
L'attuale ingresso della Main Stand, costruito nel 1988

Nel 1938 il Celtic Park ebbe la sua massima affluenza di spettatori, di 92.000 spettatori, quando il Celtic giocò una partita di massima divisione contro i Rangers. Questo dato ufficiale è considerato abbastanza gonfiato, e si ritiene che l'affluenza sia stata di circa 83.500 persone.
Durante gli anni 1990, mentre lo stadio nazionale scozzese di Hampden Park era in ristrutturazione, il Celtic Park ospitò varie finali delle coppe nazionali, come quella di Scottish Cup del 1998, e varie partite casalinghe della nazionale di calcio scozzese.
Tra gli eventi extrasportivi, l'impianto ha ospitato diversi concerti musicali: gli Who nel 1976, Bryan Adams e Prince nel 1992, gli U2 nel 1993.
Nel 2002 il Celtic Park si aggiudicò il 59.9% delle preferenze di un sondaggio della BBC Radio Five Live sullo stadio preferito del Regno Unito, superando addirittura il Millennium Stadium di Cardiff ed il Lord's Cricket Ground di Londra.
Il Celtic Park ha ospitato la finale 2018-19 del Pro14, disputata da Leinster e Glasgow Warriors, che è stata la prima partita di rugby giocata sul campo.

## Struttura

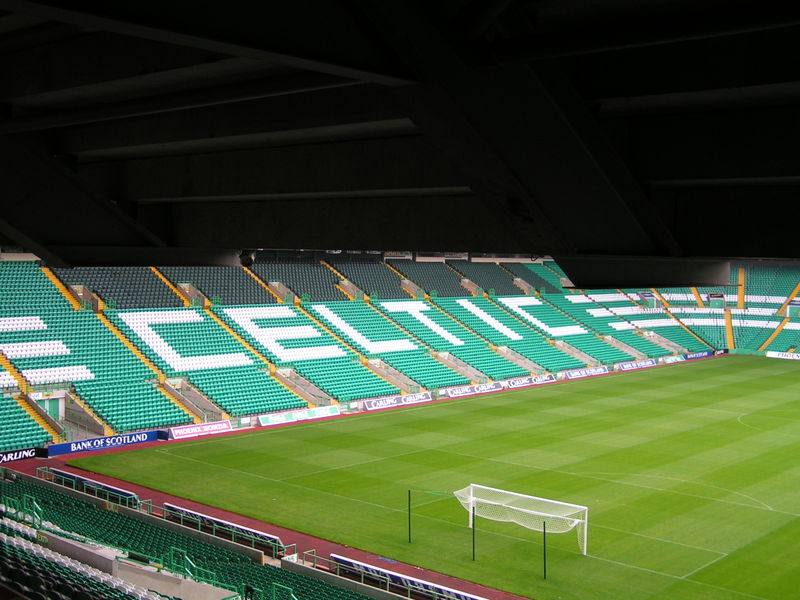
Interno dello stadio

Dal 1995 lo stadio ha una doppia gradinata continua che copre circa ¾ del campo, mentre un'altra, sempre doppia, è solo abbassata per contenere all'interno il "Museo del Celtic". I maxi-schermo sono due e mostrano i replay durante i giorni del match.
La Jock Stein Stand, dedicata allo storico giocatore e poi allenatore del Celtic che vinse la Coppa dei Campioni, ha una capacità di 13.006 posti a sedere ed è situata nella zona ovest dell'impianto, il tradizionale 'Celtic End'. I tifosi ospiti sono solitamente accomodati nella Lisbon Lions Stand, dedicata ai giocatori della memorabile finale vinta di Coppa Campioni, che ha un totale di altrettanti 13.006 posti a sedere. La North Stand, situata nel vecchio anello di chiusura conosciuto come The Jungle, può accomodare 26.970 persone, mentre la South o Main Stand 7.850. Da rilevare che la North Stand ha da sola una capacità più ampia di 10 stadi della Scottish Premier League e, nella stagione 2006-2007, di 5 club partecipanti in Premier League. Lo stadio difficilmente arriva alla capacità totale perché per questioni di ordine pubblico gli spettatori vengono spesso divisi in gruppi.
Dinanzi all'entrata dell'impianto sono state erette, nel corso degli anni, delle statue alla memoria di 4 tra i più importanti personaggi della storia del club biancoverde: Fratello Walfrid (fondatore del club) nel 2005, Jimmy Johnstone (miglior giocatore di sempre) nel 2006, Jock Stein
(miglior allenatore) nel 2011 e Billy McNeill (miglior capitano) nel 2015.